# Oderberg
Oderberg (pol. hist. Odrzycko) – miasto w północno-wschodnich Niemczech, w kraju związkowym Brandenburgia, w powiecie Barnim, wchodzi w skład Związku Gmin Britz-Chorin-Oderberg.

## Geografia
Oderberg leży 16 km na wschód od Eberswalde, nad kanałem Odra-Hawela.

## Historia
Około roku 200 tereny te zamieszkiwały plemiona Burgundów, Semnonów i Wandali. Około 440 roku tereny te najechali Hunowie, a po upadku ich imperium obszar ten nie był silnie zaludniony. Od około 600 roku mieszkali tu Słowianie, którzy założyli gród Bardin na terenie dzisiejszego miasta. W I połowie X wieku ziemie te zajęły wojska niemieckiego króla Henryka I Ptasznika. W 983 wybuchło tu powstanie lutyków. Na przełomie X i XI wieku ziemie te znajdowały się pod kontrolą Bolesława I Chrobrego, i później także Bolesława III Krzywoustego.
W 1157 roku, dekretem Albrechta Niedźwiedzia, teren dzisiejszego miasta stał się częścią Świętego Cesarstwa Rzymskiego. W 1207 Albrecht II rozpoczął tu budowę zamku Albrechtsburg. Miasto rozwijało się głównie dzięki dochodom z cła pobieranego na Odrze.
W 1319 r. miasto zostało zdobyte przez księcia meklemburskiego Henryka II Lwa. W 1320 r. zostało zdobyte przez Księstwo Pomorskie, jednak ostatecznie zostało utracone przez Pomorze we wrześniu 1321 roku. W 1349 zamek został zniszczony podczas bitwy z Pomorzanami, cztery lata później margrabia Ludwik Rzymianin udzielił Henningowi von Uchtenhagenowi i Dietrichowi von Mörnerowi zgody na budowę nowej twierdzy, znanej pod nazwą Bärenkasten, którą wybudowano na wyspie na Odrze. W 1371 Oderberg przeszedł w ręce rodziny Bismarcków.

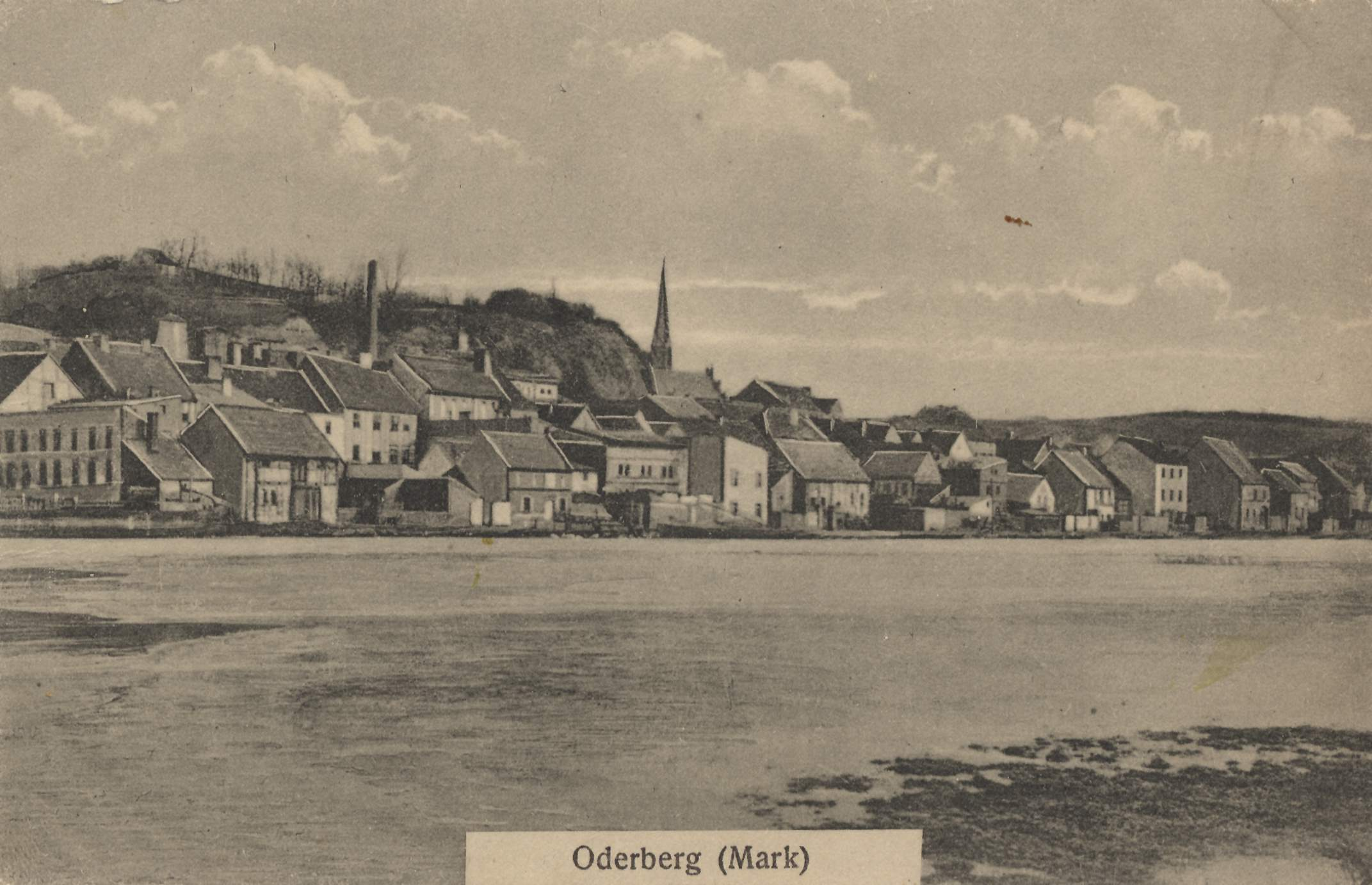
Panorama z ok. 1900 r.

W 1605, 1611 i 1612 miasto nawiedziła epidemia dżumy. Podczas wojny trzydziestoletniej twierdzę oblegały wojska szwedzkie. W 1730 rozpoczęto likwidację twierdzy Bärenkasten, a pozostająca bez gospodarza od 1750 roku budowla popadła w ruinę. W 1842 w Oderbergu założono pierwszy tartak, a miasto z czasem stało się ośrodkiem przemysłu drzewnego i stoczniowego. W latach 1853–1855 wzniesiono nowy budynek kościoła św. Mikołaja. 1 stycznia 1877 otwarto stację kolejową Oderberg-Bralitz. W 1896 na wzniesieniu Pimpinellenberg wzniesiono 25-metrową, drewnianą wieżę widokową Kaiser-Friedrich-Turm (zniszczoną podczas II wojny światowej). W latach 1905–1914 wybudowano przechodzący przez miasto kanał Odra-Hawela, jego powstanie wbrew oczekiwaniom nie przyczyniło się do rozwoju miejscowości. W czasie II wojny światowej Niemcy utworzyli w mieście trzy podobozy pracy przymusowej obozu jenieckiego Stalag III C.
Wiosną 1947 roku miasto zalała powódź. W 1951 roku oddano do użytku nowy most kolejowy, a w 1956 – stalowy most drogowy nad Starą Odrą.